# Януш Гукер
Януш Гукер (англ. Janusz Hooker, 28 вересня 1969) — австралійський академічний веслувальник.
Бронзовий призер Олімпійських Ігор 1996 року в складі парної четвірки.
Срібний призер Чемпіонату світу 1987 року в одиночці.
Срібний призер Чемпіонату співдружності 1994 року в складі розпашної четвірки без стернового.